# 言論の自由

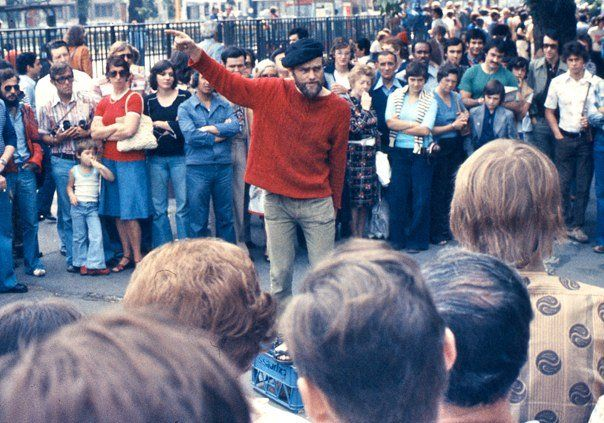
1974年、英国・ロンドンのスピーカーズコーナーでの演説者

言論の自由（げんろんのじゆう、英: Freedom of speech）は、検閲を受けることなく自身の思想・良心を表明する自由を指す。自由権の一種である。

## 概説
言論の自由の概念は、古代ギリシアの「παρρησία（παν（すべて）+ρησις / ρημα、古代ギリシア語ラテン翻字: parrhesia）、パレーシア」に由来する。プラトンは『国家』第8巻（557B）において、自由（エレウテリア）を原理とする民主制の特徴として、「放任」（エクスーシア）と共に、「言論の自由・率直さ」（パレーシア）を挙げている。
言論の自由は、表現の自由の根幹をなすと考えられ、今では国際人権法で保護され世界人権宣言第19条、市民的及び政治的権利に関する国際規約（国際人権B規約、自由権規約）にも規定されている。
表現の自由における言論の自由と出版の自由との関係であるが、本来、「言論」は音声による表現、「出版」は主に文字による表現であるが、広く「言論の自由」と表現されることもあり、言葉を通しての表現の自由は「発言の自由」と呼ばれることもある。

## 原理
言論の自由は自由権に含まれる。18世紀以降、1776年のアメリカのバージニア権利章典、1789年のフランスのフランス人権宣言をはじめとする人権平等的憲法の自然権宣言により、自由や平等など人権の存在と、国家によるその保障が規定された。
典型的な自由主義的な信念によれば,各人の自発的な表現が総体として互いに他を説得しようと競い合う'思想の自由市場'(free market of ideas）を形成し、その自由競争の過程で真理が勝利し、真理に基づいて社会が進歩すると説かれる（思想の自由市場論）。正しい知識と真理は、各人の自発的言論が「思想の自由市場」へ登場し、そこでの自由な討議を経た結果として得られるものと考えられることから、表現の自由は真理への到達にとって不可欠の手段であるとみる。
また、民主政治は被治者の同意に基づく政治であるが、この同意は何ら強制によることなく表現の自由のもとで形成されている必要があり、この自由を欠いている政治体制はその支配を正当化することができない。言論の自由は民主政治の不可欠の要素であり、国民または人民の主権を謳いつつ実際には表現の自由を認めていない国も非常に多いが、統治の任に当たっている一握りの人々の行動が国民の利益・願望に合致しているかどうか監視し公に批判することができない国民は真に主権者とは言えない。
アメリカ最高裁判所判事のロバート・ジャクソンは「われわれは被治者の同意による政府を樹立したのであり、権利の章典は、権利の把持者がその同意を強制する法的な機会を一切否定する。」とし、「公権力が世論によって統制されるべく、世論が公権力によって統制されてはならない」としている。また、アメリカ最高裁判所判事のオリバー・ウェンデル・ホームズ・ジュニアは、権力を持つ人間は自己の思想の正しさを確信すればするほど対立する思想を直接・間接に抑圧しようとする論理を指摘している。第4代アメリカ合衆国大統領であるジェームズ・マディソンは「人民的知識もしくはそれを獲得する手段のない人民的政府というようなものは、茶番かまたは悲劇、もしくはおそらくその両方の序幕にすぎない」と述べている。ただし、言論による暴力は自由ではないと解釈された判例が存在する。

## 制限
シェンク対アメリカ合衆国事件で述べられているように、混乱を呼ぶために『込み合った劇場内で「火事だ！」と叫ぶ』ような人間にまでは、言論の自由は及ばない。
国際連合に採択された市民的及び政治的権利に関する国際規約19条には、「すべての者は、干渉されることなく意見を持つ権利を有する。」とあるが、その続きとして「権利の行使については、一定の制限を課すことができる。」とも書かれ、「他の者の権利又は信用の尊重」・「国の安全、公の秩序又は公衆の健康若しくは道徳の保護」のために必要な法律によって制限は認められるとしている。
権力に対する言論の自由は、権力を監視する意味合いがあり、もし制約があれば民主主義とは言えない。しかし、個人に対する言論の自由は、濫用すると、名誉毀損罪・侮辱罪に抵触する恐れがあり、充分に注意して行使しなければならない（ロンドンのハイド・パークにある「スピーカーズ・コーナー」は、この制約さえもなく、イギリス政府の転覆を論じたり王室を批判することは許されていないが、主張・発言の自由が完全に保障された珍しい場所であり、また同時に「ヤジの自由」も保障されている）。
哲学者のアレクシ・ド・トクヴィルは19世紀初頭のアメリカで人々が政府による報復への恐怖からではなく、社会的圧力のために自由に話すのをためらうことを指摘している。
なお、ヨーロッパには「ユダヤ人問題の最終的解決」をナチス寄りに解釈した説もしくはホロコースト否認論を唱えると、禁錮刑が科せられる国も多い（ドイツ・フランス・オーストリア・ハンガリー等）。

### 時と場所と方法
先に説明されたスピーカーズ・コーナーと同様に、投票所や講演会場などの近くに合法的な範囲で自由に政治的な論争やデモが行える言論の自由ゾーン（フリースピーチゾーン）が設置される場合がある。
スポーツ・政治・宗教の話はタブーとなりやすい。オリンピック憲章では、第50条において「いかなる種類の政治的、宗教的もしくは人種的な宣伝活動は認められない」としている。国際モータースポーツ競技規則では、2023年1月1日に発効した第12.2.1.n条において、許可のない政治的、宗教的、個人的な主張は禁止されている。

### 制限を受けた例
- 言論統制
- 禁書
- ヘイトスピーチ、脅迫、嫌がらせ(ハラスメント)、誹謗中傷[15]、逮捕歴などの要配慮個人情報に関連する情報[16]。
- 偽情報(デマ)[17]
- 検閲
  - ネット検閲（ネット規制）
  - 日本における検閲
  - 検閲国家ワースト10のリスト
- 冒涜

自主規制
- 表現の自主規制
- 報道におけるタブー

## 日本

### 沿革
日本においては言論の自由は、1889年の大日本帝国憲法において初めて保障された（第29条）。この憲法はビスマルク憲法を下敷きにしたとされているが、フランス、オランダ、ベルギー、イタリアの憲法も研究されていた。他方、現実には全ての出版物は出版条例により検閲され、また労働農民党など裁判所から解散命令を受けた党も数多かった。
1947年の日本国憲法は人権を「侵すことのできない永久の権利」（第11条・97条）として規定したうえ、出版その他一切の表現の自由を人権として保障している（21条）が、わいせつ物頒布等の罪などにより表現が規制されている。

### 言論の自由をめぐる問題の例
- 久米邦武筆禍事件（1892年）
- 国民新聞社襲撃（1913年）
- 白虹事件（1918年）
- 天皇機関説事件（1935年）
- GHQによる「言論および新聞の自由に関する覚書」（1945年）
- 新潟日報社襲撃事件（1946年）
- ジャニー喜多川性加害問題（1962年）
- ウォーターゲート事件（1972年）
- 言論出版妨害事件（1969年）
- 月刊ペン事件（1975年）
- 沖縄国体日の丸焼却事件(1987年）
- 赤報隊事件（朝日新聞社支局襲撃事件、1987年）
- 長崎市長銃撃事件（1990年）
- 講談社フライデー事件（1991年）
- 椿事件（1993年）
- ニフティサーブ現代思想フォーラム事件（1994年）
- マルコポーロ事件（1995年）
- 立川反戦ビラ配布事件（2004年）
- NHK番組改変問題（2005年1月）
- 加藤紘一宅放火事件（2006年8月15日）
- 政府によるNHKワールド・ラジオ日本への「拉致問題」放送命令問題（2006年11月）
- 人権擁護法案（2002年内閣が提出。2003年廃案となった）
- 青少年健全育成条例（長野県を除く46の都道府県で制定されているが、有害図書指定が言論の自由を圧迫しているという批判がある）
- ニコン慰安婦写真展中止事件（2012年）
- 産経新聞ソウル支局長名誉毀損起訴事件（2014年）
- Twitter中傷投稿「いいね」訴訟（2018年）
- あいちトリエンナーレ2019にて、「表現の不自由展・その後」（2019年7月）
- 安倍晋三に対し野次を飛ばした男女を北海道警察が排除した問題（2019年7月）